# Pine Ridge (South Dakota)

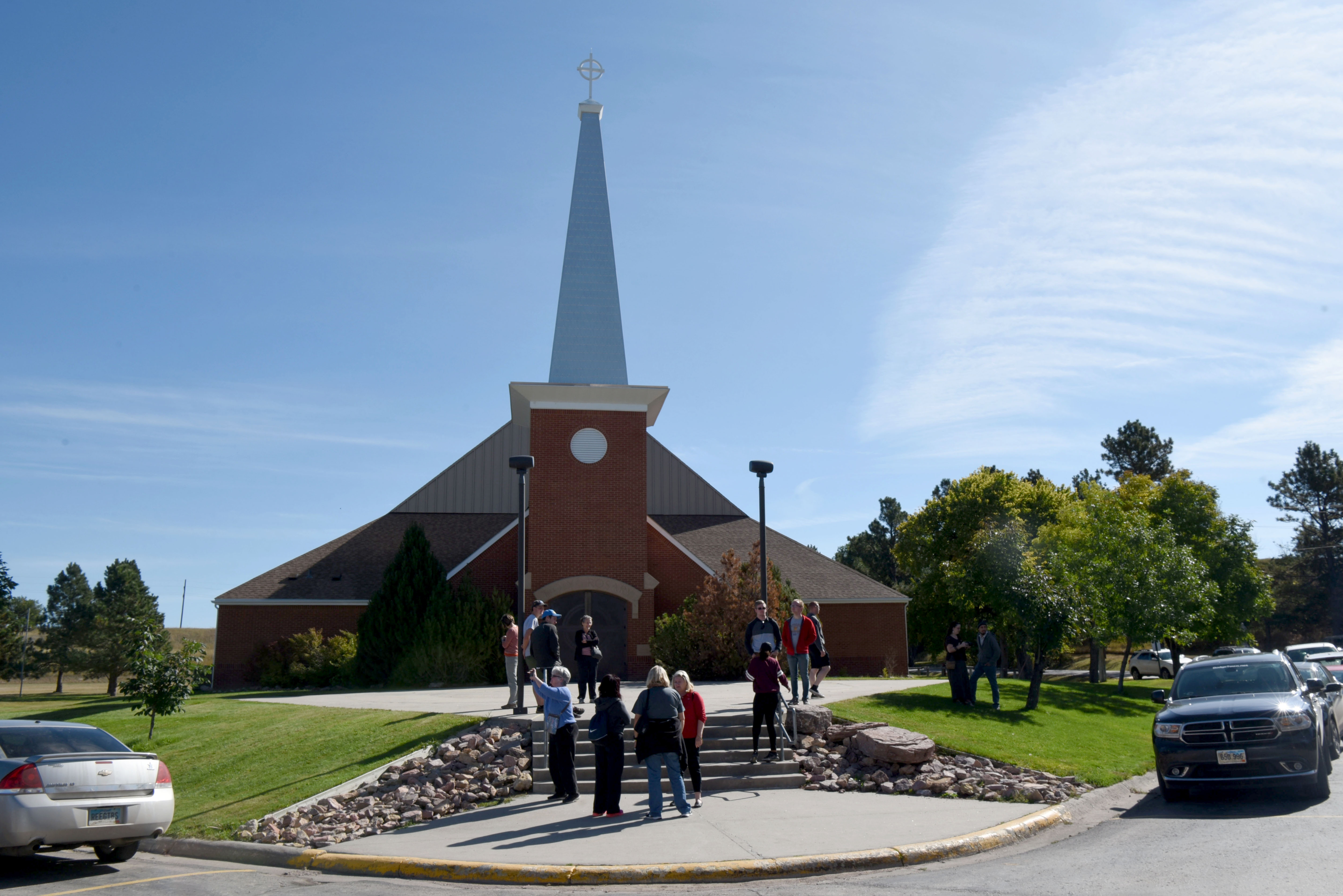
Katholieke kerk bij de Red Cloud Indian School

Pine Ridge is een dorp en census-designated place in de Amerikaanse staat South Dakota. Met 3.308 inwoners (2010) is het de grootste plaats in Oglala Lakota County. Pine Ridge is de hoofdzetel van de Oglala Sioux-stam van het Pine Ridge Indian Reservation, waartoe het dorp behoort.

## Geografie
Pine Ridge ligt centraal in het zuiden van Oglala Lakota County, 2,9 km ten noorden van de grens met Nebraska. Het dorp ligt op de samenvloeiing van de Wolf Creek en de White Clay Creek, die noordwaarts stroomt naar de White River. Pine Ridge ligt in een arm van de Northwestern Great Plains-ecoregio; ten westen ervan ligt de regio Pine Ridge, deel van de Western ecoregio High Plains.
Het dorp ligt op de kruising van de wegen South Dakota Highway 407 en U.S. Route 18. Nabijgelegen plaatsen zijn de gehuchten Whiteclay (3 km zuidwaarts), Oglala (25 km noordwestwaarts), Wounded Knee (26 km noordoostwaarts), Porcupine (39 km noordoostwaarts), Manderson (40 km noordwaarts) en Batesland (42 km oostwaarts). De dichtstbij gelegen steden in de landelijke streek zijn Rapid City (1u45 rijden) en Scottsbluff (2u rijden).
Volgens het United States Census Bureau beslaat de census-designated place (CDP) een oppervlakte van 8,1 km², waarvan 0,2 km² water. Een deel van de bebouwing, voornamelijk aan de oostkant van het dorp en inclusief het Pine Ridge Hospital, valt buiten de CDP.

## Demografie
Bij de volkstelling in 2010 werd het aantal inwoners vastgesteld op 3.308. 98% van de inwoners is indiaans. Volgens het American Community Survey (2012-2016) leeft 49,7% van de inwoners onder de armoedegrens. Het mediane inkomen per huishouden bedraagt 29.881 dollar per jaar.

## Geboren in Pine Ridge
- Tim Giago (1934-2022), uitgever en journalist
- Billy Mills (1938), langeafstandsloper; olympisch kampioen